# Вильгельм-Плащевская, Светлана Захаровна
Светлана Захаровна Вильгельм-Плащевская (р. 1 октября 1976, город Пикалёво, Ленинградская область) — российская актриса мюзикла, театра и кино, певица.

## Биография
Светлана Плащевская (в девичестве — Вильгельм) родилась в городе Пикалево Ленинградской области 1 октября 1976 года в семье столяра-краснодеревщика 6 разряда Захара Захаровича Вильгельма (из казахских немцев), работавшего аппаратчиком на Пикалевском глиноземном заводе, и врача-терапевта Натальи Григорьевны Стаховской (Белоруссия, Лида), всю жизнь до пенсии отработавшей в городской поликлинике. Окончила с золотой медалью среднюю школу, с отличием — музыкальную школу по классу скрипки. В школе занималась плаванием, гандболом, играла в баскетбол, танцевала в ансамбле бальных танцев, солировала в хоре, участвовала во всевозможных конкурсах, смотрах, олимпиадах. Несла общественную нагрузку — председатель совета отряда, совета дружины, два раза ездила в «Артек» и один раз — в лагерь «Зеркальный».
Работала на местном телевидении в качестве телеведущей.
В последних классах средней школы занималась английским языком с репетитором — готовилась поступать в СПбГУ на факультет иностранных языков. Решение о поступлении в театральный было принято спонтанно — в гости пришёл друг Витя Волков, который рассказал о своих планах поступления в Петербургский театральный институт и сказал, мол, давай со мной. «А почему бы и нет?» — подумала Света. Подумала, поехала и поступила.
В 1993 году Светлана поступила в СПбГАТИ на актёрский курс И. Р. Штокбанта, основателя и художественного руководителя Санкт-Петербургского Государственного музыкально-драматического театра «БУФФ». С 1 курса студенты были заняты в спектаклях «БУФФ», получая актёрский опыт, что и являлось основополагающим элементом обучения студентов всех курсов Исаака Романовича актёрскому мастерству.
В 1998 году окончила вуз с красным дипломом, с 1995 года по сегодняшний день — актриса «БУФФ». В 1995 году Светлана начала встречаться со своим будущим мужем Никитой Плащевским. В 2002 году она вышла за него замуж, а в 2003 родила дочь Ульяну. В 2003 году Светлана проходит кастинг на главную роль в восстановленную гастрольную версию мюзикла «Норд-Ост». (Москва) — первом российском мюзикле с бюджетом 4000000 долларов.
После закрытия проекта возвратилась в Петербург и буквально через несколько дней её дочери был поставлен диагноз — острый лимфобластный лейкоз.
Дочь выздоровела в 2005 году. В 2006 году родился сын Добрыня. В 2011 родилась дочь Серафима.
В сентябре 2013 года приняла неожиданное приглашение поучаствовать в кастинге на главную роль в первом 3D мюзикле «Пола Негри» (режиссёр-постановщик — Януш Юзефович, создатель всемирно известных мюзиклов «Метро», «Иствикские ведьмы», «Ромео и Джульетта», «Питер Пэн») и получила главную роль Полы в мюзикле «Пола Негри».
В 2014 году принимает приглашение на участие в кастинге на главную роль в мюзикле «Джульетта и Ромео»(режиссёр-постановщик — Януш Юзефович) и получает её.
В 2015 году получила главную роль в мюзикле «Безымянная звезда» режиссёра-постановщика Сергея Сметанина.
Играла в Санкт-Петербургском Государственном музыкально-драматическом театре «БУФФ», Театре эстрады имени А. И. Райкина, во Дворце культуры имени Ленсовета, во Дворце культуры имени А. М. Горького, в концертном зале «Октябрьский», Центральном академическом театре Российской армии.

## Театральные работы (Мюзиклы)
- «Норд-Ост» (2004), главная роль — Катя Татаринова;
- 3D мюзикл «Пола Негри» (2013), главная роль — Пола Негри;
- 3D мюзикл «Джульетта и Ромео» (2014), роль — Леди Капулетти;
- «Он, она и кино» (2014), главная роль — Она;
- «Безымянная звезда» (2015), главная роль — Мона.

## Музыкально-драматические спектакли (Театр «Буфф»)
- «Дон Кихот» М. Булгаков, роль — Мариторнес;
- «Ромул Великий» Ф. Дюрренматт, роль — Рея;
- «Как выпить море» по пьесе «Эзоп» Гильермо Фигирейдо, главная роль — Клея;
- «Казанова в России» И. Штокбант, главная роль — Зоя;
- «Великий комбинатор» И. Ильф и Е. Петров «Золотой теленок», роль — Зося;
- «Идеальный муж» О. Уайльд, роль — Мейбл Чилтерн
- «Одна ночь из жизни женщины» И. Штокбант, главная роль — Ася;
- «Искушение Жанны» И. Штокбант, главная роль — Жанна;
- «Блюз» Клод Манье, роль — Женевьева;
- «Дон Жуан» Ж. Б. Мольер, роль — Шарлотта;
- «Ревизор» Н. В. Гоголь, роль — Анна Андреевна;
- «Сон в летнюю ночь» У. Шекспир, роль — фея Титания;
- «Ландыш серебристый» Ганна Слуцки, роль — Ирма.
- «Женщина из Альфа-Ромео» И. Штокбант, главная роль — Виктория

## Фильмография
- 2014 «Инспектор Купер-2», Светлана Данилина, «Инкассаторы» | Фильм № 6
- 2013 «Шаман-2», Анастасия Полякова, «Автограф смерти» | Фильм № 13
- 2013 Сериал «Морские дьяволы», «Смерч-2», жена Сафонова, «Подстава» | Фильм № 7
- 2011 Сериал «Литейный, 4». (5-й сезон), кассирша, «Выход для героя» | 4-я серия
- 2001 «Улицы разбитых фонарей», певица «Звездная болезнь» | 21-я серия
- 2000 «Казанова в России» (фильм-спектакль), Зоя (главная роль)

## Эстрадные программы
- "Отель «В добрый час»;
- «Играем в ящик»;
- «До мажор»;
- «Королевы глянца»;
- «Наш голос»;
- «PROsto cabaret» на сцене Международного «Чаплин-клуба»;
- Трибьют-шоу «Голливуд», лучший в России трибьют Мерилин Монро.

## Награды и премии
- Лауреат конкурса «Музы Санкт-Петербурга» (1998);
- Гран-при второго Санкт-петербургского открытого конкурса артистов эстрады им. А.Райкина (2001);
- Победительница Международного фестиваля юмора и эстрадного искусства «Москва-Ялта-транзит» (2008);
- Лауреат премии «Золотое солнце» благотворительного проекта «Созвездие Героев» (2010);
- Победительница конкурса «Мамино сердце» в номинации «Культура» (2015)[19].
- Победительница конкурса красоты «Миссис Санкт-Петербург 2015», обладательница двух корон в номинациях: «Миссис Санкт-Петербург 2015» в своей возрастной категории и «Народная Миссис Санкт-Петербург 2015» по итогам Интернет-голосования.